# Moarhof (Samerberg)

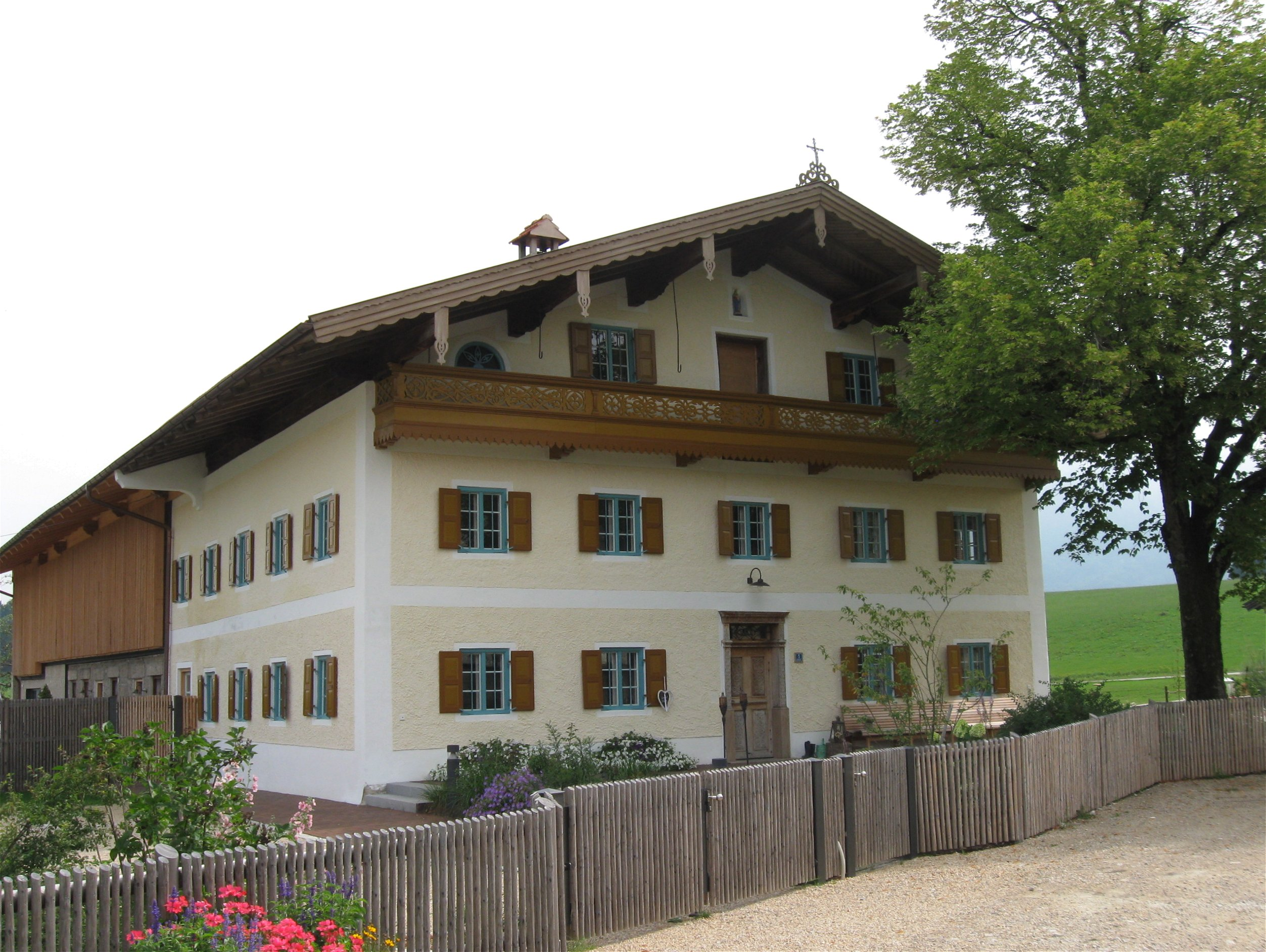
Der Moarhof in Roßholzen

Der Moarhof in Roßholzen, einem Gemeindeteil von Samerberg im oberbayerischen Landkreis Rosenheim, wurde im Jahr 1848 errichtet. Das Bauernhaus ist ein geschütztes Baudenkmal.

## Geschichte
Der Moarhof wurde 1363 erstmals urkundlich erwähnt. Nach einem Brand im Jahr 1848 wurde er wiederaufgebaut.
Der erste Kirchenbau in Roßholzen – dem ältesten Ortsteil des Samerbergs – war vor 788 n. Chr. Errichtet wurde die Kirche auf einer Roßwiese, was bedeutet, dass in der Nähe schon Bauern gewesen sein müssen. Das nächste Mal urkundlich erwähnt wurde Roßholzen 1363, als Hinrich von Zaisering neun Güter, darunter auch den Moarhof, dem Pfarrhof Prutting vermachte.
Somit geht die Geschichte des Moarhofs bis in das Jahr 1363 zurück. 1671 verfügte der Hof über 3 Rösser, 1 Fohlen, 8 Kühe, 4 Jungrinder, 4 Ziehkälber sowie 5 Schafe.
1848 brannte der Hof bis auf die Grundmauern nieder und wurde von Josef Strein in der heutigen Form wieder aufgebaut. Bis auf eine kleine Renovierung des Stalls in den 1960er Jahren hat sich die Struktur des Hofes in den letzten 164 Jahren nicht mehr verändert. Herzstück ist die historische Tenne, deren Zimmermanns-Konstruktion sich noch im Originalzustand befindet.
Bis zu ihrem Tode 2005 war Elisabeth Strein die Bäuerin am Hof. Sie war unverheiratet und bewirtschaftete den Hof über 30 Jahre mit dem Knecht Josef Maier – dem Moar Sepp. Dieser lebte und arbeitete über 70 Jahre auf dem Hof, bevor er im Juli 2010 im Alter von 85 Jahren verstarb. Vor seinem Tod unterstützte er Simone und Wolfgang Kuffner mit wertvollen Ratschlägen zum Wesen und Charakter des Moarhofs, was dazu beigetragen hat, dass die Familie Kuffner sich im Mai 2010 zum Kauf entschied und den Moarhof renovierte.

## Beschreibung

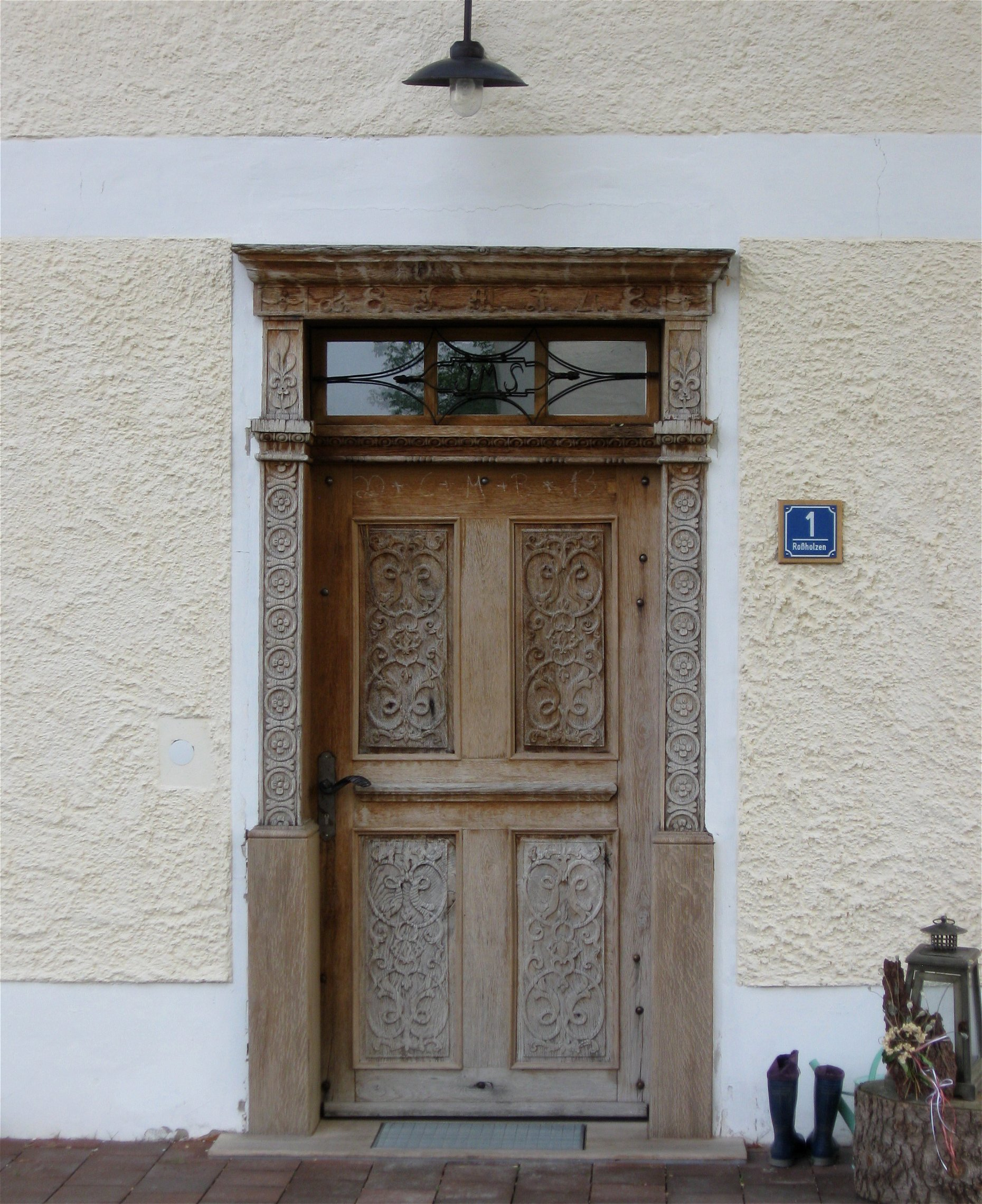
Geschnitzter Türstock des Moarhofs (Mitte 19. Jh.)

Der Einfirsthof vereinigt Wohnhaus, Stall und Tenne unter einem Dach. Bei der Renovierung ab dem Jahr 2011 wurde die Giebellaube unter Verwendung historischer Reste wiederaufgebaut. Fenster und Türen aus der Bauzeit wurden ebenfalls bewahrt.
Simone und Wolfgang Kuffner erhielten im Jahr 2014 die Denkmalschutzmedaille des Freistaates Bayern für die vorbildliche Renovierung des Baudenkmals.
In der Würdigung stellte das Bayerische Landesamt für Denkmalpflege Folgendes fest:
„Das hölzerne Tragwerk wurde freigelegt, mit einer Stahl-Glas-Haut umbaut und anschließend mit Holzlamellen verschalt. Äußerlich wirkt die Tenne dadurch nahezu unverändert; diese Konstruktion aber ermöglicht erst die Nutzung des Wirtschaftsteils als Veranstaltungsraum und gibt noch dazu den Blick auf die Chiemgauer Alpen frei.“ Außerdem wurde der Moarhof mit dem Denkmalpreis des Landkreises Rosenheim 2012 und dem Meggle Gründerpreis (2. Platz) 2014 ausgezeichnet.